# Beautiful (MONSTA Xの曲)
「Beautiful」（ビューティフル）は、韓国の男性歌手グループ、MONSTA Xの楽曲。韓国語バージョンと日本語バージョンの2バージョンが制作されており、韓国語バージョン「아름다워 (Beautiful)」は2017年3月21日に1stフル・アルバム『THE CLAN 2.5 Part2.5 The Final Chapter』からの先行シングルとして、日本語バージョンは2017年8月23日に日本での2作目のシングルとして発売された。
GALACTIKA*が手がけた楽曲で、ラップの部分はジュホンとI.Mによって書かれた。歌詞は意中の女性を薔薇に例えたもので、相手への恋に翻弄される心情を歌っている。

## リリース
2017年3月21日に1stフル・アルバム『THE CLAN 2.5 Part2.5 The Final Chapter』からの先行シングルとして、韓国語バージョン「아름다워 (Beautiful)」がLOENエンターテインメントより発売され、『THE CLAN 2.5 Part2.5 The Final Chapter』にはタイトル曲として収録された。
2017年8月23日に日本語バージョンが、日本での2作目のシングルとして発売され、カップリング曲として同じく1stフル・アルバムに収録の「Ready or Not」の日本語バージョンが収録された。前作『HERO』から3ヶ月ぶりのリリースで、初回限定盤A（品番 : UMCE-9005）、初回限定盤B（品番 : UMCE-9006）、通常盤（品番 : UMCE-5002）の3形態でのリリース。初回限定盤Aには表題曲「Beautiful」のミュージック・ビデオとメイキング映像が収録されたDVDが付属し、初回限定盤Bはアナログサイズジャケット仕様、通常盤には初回限定特典として全8種のトレーディングカードのうち1枚がランダムで封入された。

## ミュージック・ビデオ
韓国語バージョンのミュージック・ビデオは2017年3月21日に、日本語バージョンのミュージック・ビデオは2017年8月2日に公開された。
韓国語バージョンのミュージック・ビデオは、「THE CLAN」シリーズの完結作として制作された。
日本語版のミュージック・ビデオでは、各メンバーが胸に秘めた思いや葛藤を演技やダンスパフォーマンスで表現されている。

## チャート成績
韓国語バージョンは、ビルボード誌が発表したWorld Digital Song Salesチャートで最高位4位を獲得。
日本語バージョンが収録されたシングルは、2017年9月4日付のオリコン週間シングルランキングで初登場2位、Billboard Japan Hot 100チャートで4位を獲得。なお、Billboard Japan Top Singles Salesチャートでは初登場首位を獲得した。

## 収録内容
| #  | タイトル                 | 作詞                     | 作曲       | 編曲               | 時間 |
| -- | ------------------------ | ------------------------ | ---------- | ------------------ | ---- |
| 1. | 「아름다워 (Beautiful)」 | GALACTIKA*, Jooheon, I.M | GALACTIKA* | GALACTIKA*, AthenA | 3:24 |

| #  | タイトル                         | 作詞                                                                  | 作曲       | 編曲               | 時間 |
| -- | -------------------------------- | --------------------------------------------------------------------- | ---------- | ------------------ | ---- |
| 1. | 「Beautiful -Japanese ver.-」    | - GALACTIKA*, Jooheon, I.M - ZERO (YVES&ADAMS)（日本語詞）            | GALACTIKA* | GALACTIKA*, AthenA | 3:24 |
| 2. | 「Ready or Not -Japanese ver.-」 | - Lish, ESBEE, STEREO14, Jooheon, I.M - ZERO (YVES&ADAMS)（日本語詞） | Lish       |                    | 3:17 |

| #  | タイトル                                          | 作詞 | 作曲・編曲 | 監督 |
| -- | ------------------------------------------------- | ---- | ---------- | ---- |
| 1. | 「Beautiful -Japanese Ver.-」(Music Video)        |      |            |      |
| 2. | 「Beautiful -Japanese Ver.-」(Music Video Making) |      |            |      |